# /dev/full
/dev/full – wirtualny plik uniksopodobnych systemów operacyjnych, zwracający No space left on device (symbol ENOSPC) przy próbie zapisu do niego. W przypadku odczytu jest źródłem zerowych danych, podobnie jak /dev/zero. Jest używany do testowania zachowania programów przy braku miejsca na dysku.
```
$ echo Hello world > /dev/full
bash: echo: write error: No space left on device
```